# Захват Кассалы
Захват Кассалы (англ. Capture of Kassala) — одна из первых операций Восточноафриканской кампании во время Второй мировой войны, проходившая с 4 июля 1940 года по 21 января 1941 года.
Со вступлением Италии в войну в июне 1940 года итальянские войска в Итальянской Восточной Африке заняли оборонительные позиции, совершая лишь отдельные операции против приграничных городов в Судане. Взяв на себя инициативу, 3 июля 1940 года британцы попытались атаковать населённый пункт Метемма, но были отбиты.
4 июля 1940 года, в 3 часа ночи, три итальянские колонны под командованием губернатора Эритреи и Амхары Луиджи Фруши перешли в наступление по трем разным маршрутам с начальными точками на расстоянии от 31 до 36 км друг от друга и атаковали железнодорожный узел Кассала в англо-египетском Судане. Британцы из Сил обороны Судана (Sudan Defense Forces) оказали упорное сопротивление, и в бой пошли даже двадцать танков, но попытка их использования была парирована итальянской авиацией. Днём, в 13:00 итальянская кавалерия вошла в Кассалу, откуда бежали британские войска. Одновременно с этой операцией Пьетро Гаццера оккупировал форты Галлабат и Курмук.
Кассала была оккупирована дорогой ценой по сравнению со стратегической ценностью этого места, но наступление было остановлено, что позволило британцам перегруппироваться и контратаковать. Специально для противодействия итальянцам было создано специальное моторизованное подразделение под названием Отряд Газель (Gazelle Force) под командованием полковника Фрэнка Уолтера Мессерви. Уже в ноябре 1940 года британцы попытались вернуть Галлабат, но неудачно. 18 января 1941 года войска Плетта наконец сумели взять этот форт. 
Ввиду ухудшения общей ситуации итальянское командование 21 января отдало приказ в целях сокращения линии фронта оставить захваченные пункты и отступить на оборонительные позиции. Отступление проходило под прикрытием кавалерийских рейдов, замедливших продвижение британских войск. Итальянские войска под предводительством генерала Орландо Лоренцини организованно отошли к Агордату.  Итальянские части из Галлабата под командованием генерала Агостино Мартини и генерала Гульельмо Наси отступили к Гондэру. 